# Sefton Glacier
Sefton Glacier är en glaciär i Antarktis. Den ligger i Östantarktis. Australien gör anspråk på området. Sefton Glacier ligger 838 meter över havet.
Terrängen runt Sefton Glacier är varierad. Trakten är obefolkad. Det finns inga samhällen i närheten.